# غلينة بزرغ
غلينة بزرغ هي قرية في مقاطعة سردشت، إيران. يقدر عدد سكانها بـ 166 نسمة بحسب إحصاء 2016.